# Trautsch-Pieper-Verfahren
Das Trautsch-Pieper-Verfahren ist ein Verfahren, mit dessen Hilfe Dachstühle mit Schlacke-Hohlformsteinen gebaut werden können. Es ersetzt die sonst übliche Holzkonstruktionen der Dächer. Das Verfahren wurde anfangs bei Kirchen- und Industriebauten eingesetzt.

## Geschichte
Das Trautsch-Pieper-Verfahren wurde vom Baumeister und Bauunternehmer Erich Trautsch und dem Bauingenieur Klaus Pieper 1956 entwickelt. Diese Idee hatte zunächst Erich Trautsch. Nach dem Krieg machte er sich Gedanken, wie man im Bauwesen Materialien rationalisieren kann. Während des Krieges hatte Erich Trautsch den Auftrag erhalten, den ersten Abschnitt des (heute nicht mehr existierenden) Kraftwerks in Lübeck-Siems zu bauen. Bei seinen Überlegungen fiel ihm auf, dass das Kraftwerk als Nebenprodukt enorme Mengen von Schlacke produzierte. Seine Idee war es, aus dieser Schlacke eine spezielle Steinform herzustellen. Es gelang, und er erhielt vom Deutschen Normenausschuss 1951 die Zulassung für den sogenannten Trautsch-Stein.
Zur gleichen Zeit machte er Versuche, Dachkonstruktionen aus besonders geformten Schlackebeton-Hohlkörpern zu entwickeln. Um eine Zulassung für das sogenannte Trautsch-Dach zu erhalten, suchte er Klaus Pieper auf. Dieser war zu diesem Zeitpunkt Baurat und Leiter des städtischen Bauamts für Statik in Lübeck. Erich Trautsch hatte auf seinem Betriebsgelände für die Steinproduktion einen Prototyp dieses Trautsch-Daches entwickelt, das eine Länge von 8 Metern und eine Spannbreite von 8,5 Metern hatte. Klaus Pieper besichtigte dieses Dach und war begeistert, da es zu diesem Zeitpunkt des Wiederaufbaus in Deutschland kaum Holz gab. Pieper machte die gesamten statischen Berechnungen für diese Dachkonstruktion. Es wurden die unterschiedlichen Belastungstests durchgeführt. Im März 1952 beantragte Erich Trautsch das Patent für das Trautsch-Dach, und am 25. Januar 1953 erhielt er es vom Deutschen Normenausschuss.
Das Trautsch-Dach war auch gut für Wohnhäuser geeignet, nicht jedoch für größere Bauvorhaben. Im Frühjahr 1955 trat Pieper an Trautsch heran und machte den Vorschlag, das Trautsch-Dach abzuwandeln. Ziel war es, die Spannbreite zu vergrößern. Der Trautsch-Stein hatte eine Länge von 125 cm, eine Höhe von 25 cm und eine Breite von 32,5 cm. Piepers Idee war es, zwischen jeden Trautsch-Stein eine Stahlbetonrippe mit Stahleinlagen von 10 cm Breite einzufügen. Dadurch konnte mehr Steifigkeit und Tragfähigkeit bei weitaus größerer Spannbreite erreicht werden. Erich Trautsch baute innerhalb von zwei Monaten den ersten Prototyp. Pieper machte wie zuvor die statischen Berechnungen und am 16. April 1956 erhielten beide das Patent. Das Verfahren wurde bei der Errichtung von mehr als 5.000 Wohnungen als Versuchs- und Vergleichsbauten eingesetzt und bei noch einmal ca. 5.000 Wohnungen in einer leicht abgewandelten Konstruktion mit Lavasteinen.

## Bedeutung

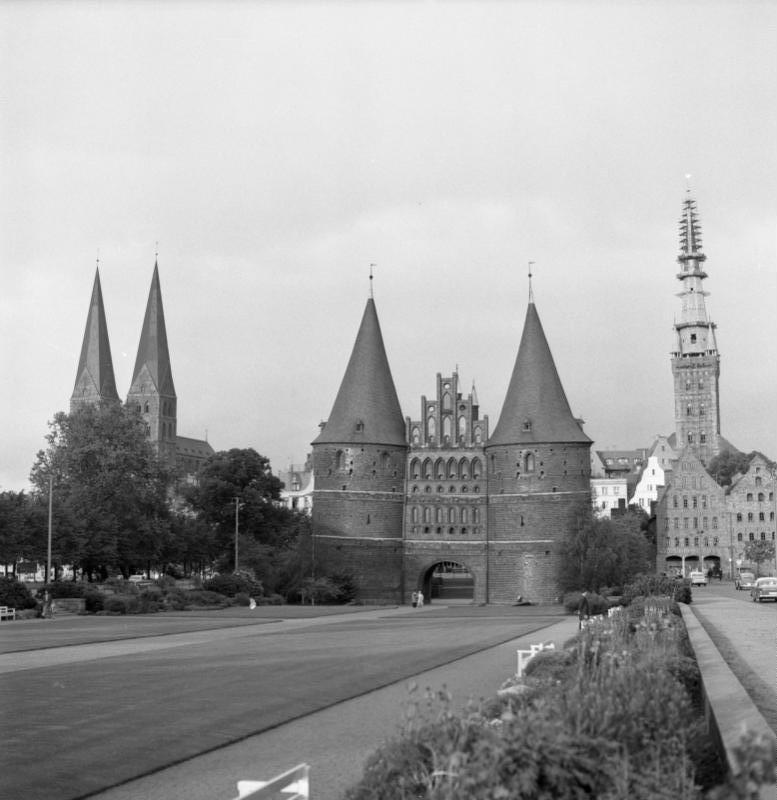
Wiederaufbau des St.-Petriturms in Lübeck (rechts am Rand)

Seit dem Zweiten Weltkrieg sind nach dem Trautsch-Pieper-Verfahren bis heute in Deutschland über 400 Kirchendächer und Kirchtürme gebaut worden. Darunter sind auch die wiederaufgebauten Kirchen der Lübecker Innenstadt: Petrikirche, Dom und Marienkirche.